# Saint-Adjutory
Saint-Adjutory (Sent Aitòre en occitan) est une commune du Sud-Ouest de la France, située dans le département de la Charente (région Nouvelle-Aquitaine).

## Géographie

### Localisation et accès
Saint-Adjutory est une commune de l'est de la Charente, située à 7 km à l'est de La Rochefoucauld et 28 km au nord-est d'Angoulême.
Saint-Adjutory est aussi à 6 km à l'ouest de Montembœuf, le chef-lieu de son canton, 7 km au sud de Chasseneuil, 11 km au nord de Montbron et 32 km au sud de Confolens.
La commune est à l'écart des grands axes routiers, mais elle est desservie par la D 162, route est-ouest de Montembœuf à Taponnat qui passe au bourg. La D 60, route de La Rochefoucauld à Saint-Claud par Vitrac-Saint-Vincent passe à l'ouest de la commune, ainsi que la D 62, route de Montbron à Chasseneuil par Orgedeuil et Yvrac.
Les gares les plus proches sont celles de La Rochefoucauld et de Chasseneuil, desservies par des TER à destination d'Angoulême et de Limoges.

### Hameaux et lieux-dits
La commune n'a qu'un gros hameau, les Mas, situé sur la D.60 au nord-ouest du bourg, et de nombreux hameaux et fermes. On peut par exemple citer le Ménieux, Chabrun, l'Épardelière, Puimeau, Russas, Étampes, etc..

### Communes limitrophes
Les communes limitrophes sont Chasseneuil-sur-Bonnieure, Mazerolles, Montembœuf, Taponnat-Fleurignac, Vitrac-Saint-Vincent et Yvrac-et-Malleyrand.
| Chasseneuil         | Vitrac-Saint-Vincent |            |
| Taponnat-Fleurignac | Saint-Adjutory       | Montembœuf |
|                     | Yvrac-et-Malleyrand  | Mazerolles |

### Géologie et relief
Géologiquement la commune est à la limite du Bassin aquitain et du Massif central. Elle se trouve au nord-ouest du Massif de l'Arbre, premier mont du Massif central de roche métamorphique. Le sol est principalement constitué d'argile rouge sableuse à silex, de l'époque tertiaire, coulées détritiques du massif. Ce substrat recouvre une roche calcaire jurassique qu'on retrouve dans les flancs des vallées,,.
La commune occupe un vaste plateau assez fortement incliné vers le nord-ouest. Il est entaillé au sud par la vallée de la Bellonne, qui passe au pied du bourg.
Le point culminant de 293 m se trouve à l'extrême sud de la commune, en limite avec Mazerolles. Le bourg est à 198 m d'altitude. Le point le plus bas, 119 m est au nord de la commune à Russas.

### Hydrographie

#### Réseau hydrographique

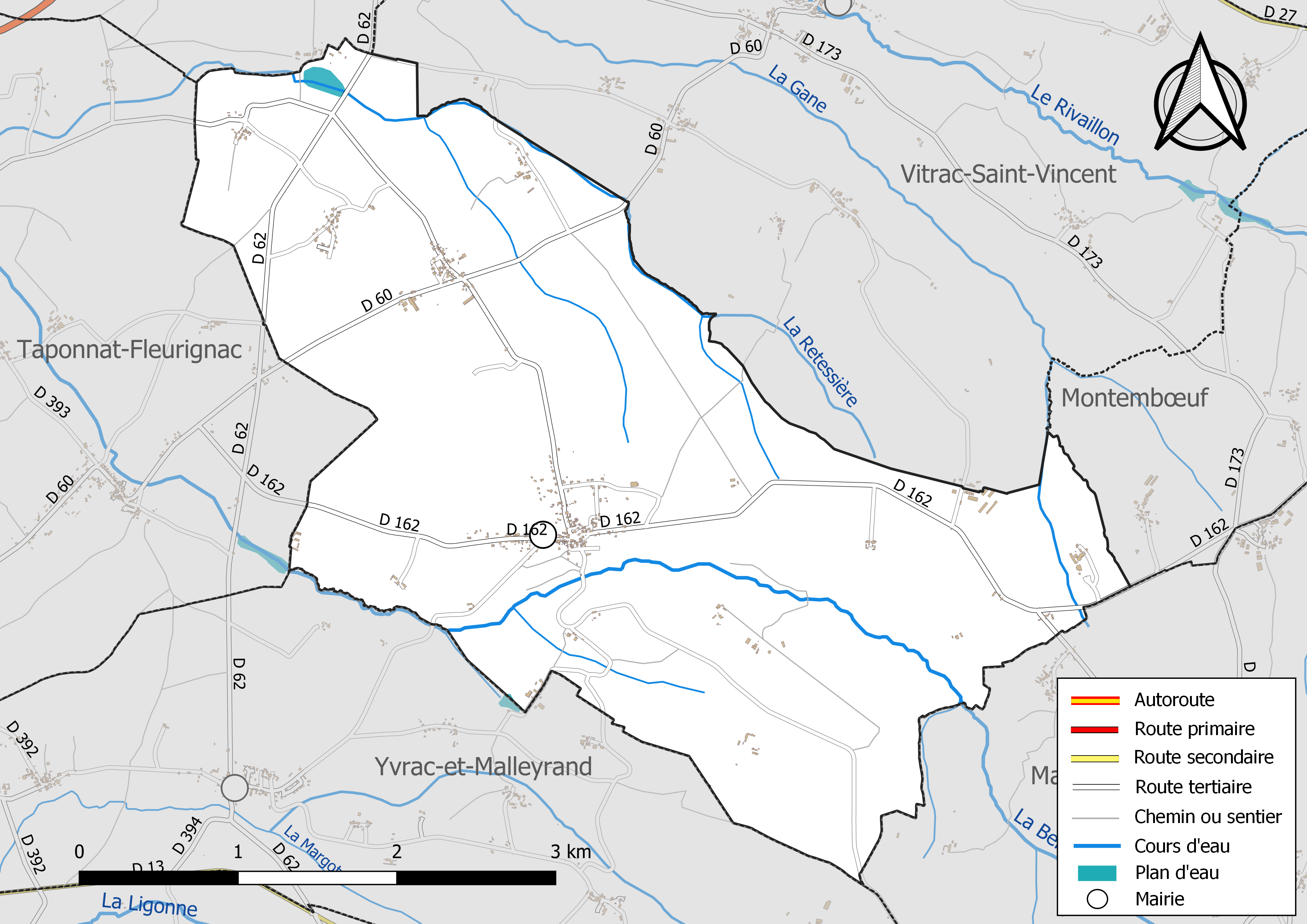
Réseaux hydrographique et routier de Saint-Adjutory.

La commune est située dans le bassin versant de la Charente au sein du Bassin Adour-Garonne. Elle est drainée par la Bellonne, la Gane, la Retéssière et par divers petits cours d'eau, qui constituent un réseau hydrographique de 14 km de longueur totale,.
La commune est arrosée par la Bellonne, ruisseau affluent de la Tardoire mais qui disparaît dans le karst de La Rochefoucauld en aval de Taponnat. La Bellonne coule dans une vallée assez creusée et passe au pied du bourg au sud. Elle prend sa source sur la commune voisine de Mazerolles.
Au nord-est de la commune et en limite avec Vitrac coule le ruisseau de la Retessière. Le plateau est aussi sillonné de ruisseaux temporaires, et le sol argileux favorise aussi de petites retenues d'eau.

#### Gestion des eaux
Le territoire communal est couvert par le schéma d'aménagement et de gestion des eaux (SAGE) « Charente ». Ce document de planification, dont le territoire correspond au bassin de la Charente, d'une superficie de 9 300 km2, a été approuvé le 19 novembre 2019. La structure porteuse de l'élaboration et de la mise en œuvre est l'établissement public territorial de bassin Charente. Il définit sur son territoire les objectifs généraux d’utilisation, de mise en valeur et de protection quantitative et qualitative des ressources en eau superficielle et souterraine, en respect des objectifs de qualité définis dans le troisième SDAGE  du Bassin Adour-Garonne qui couvre la période 2022-2027, approuvé le 10 mars 2022.

### Climat
Le climat est océanique aquitain dégradé, car la commune se situe aux abords de la Charente limousine.

### Végétation
La commune est boisée à 40 % environ, et le reste est occupé par de la culture fourragère et de l'élevage.

## Urbanisme

### Typologie
Au 1er janvier 2024, Saint-Adjutory est catégorisée commune rurale à habitat dispersé, selon la nouvelle grille communale de densité à 7 niveaux définie par l'Insee en 2022.
Elle est située hors unité urbaine et hors attraction des villes,.

### Occupation des sols
L'occupation des sols de la commune, telle qu'elle ressort de la base de données européenne d’occupation biophysique des sols Corine Land Cover (CLC), est marquée par l'importance des territoires agricoles (61,6 % en 2018), une proportion sensiblement équivalente à celle de 1990 (62,4 %). La répartition détaillée en 2018 est la suivante : 
zones agricoles hétérogènes (41,9 %), forêts (36 %), prairies (17,6 %), zones urbanisées (2,4 %), terres arables (2,1 %). L'évolution de l’occupation des sols de la commune et de ses infrastructures peut être observée sur les différentes représentations cartographiques du territoire : la carte de Cassini (XVIIIe siècle), la carte d'état-major (1820-1866) et les cartes ou photos aériennes de l'IGN pour la période actuelle (1950 à aujourd'hui).

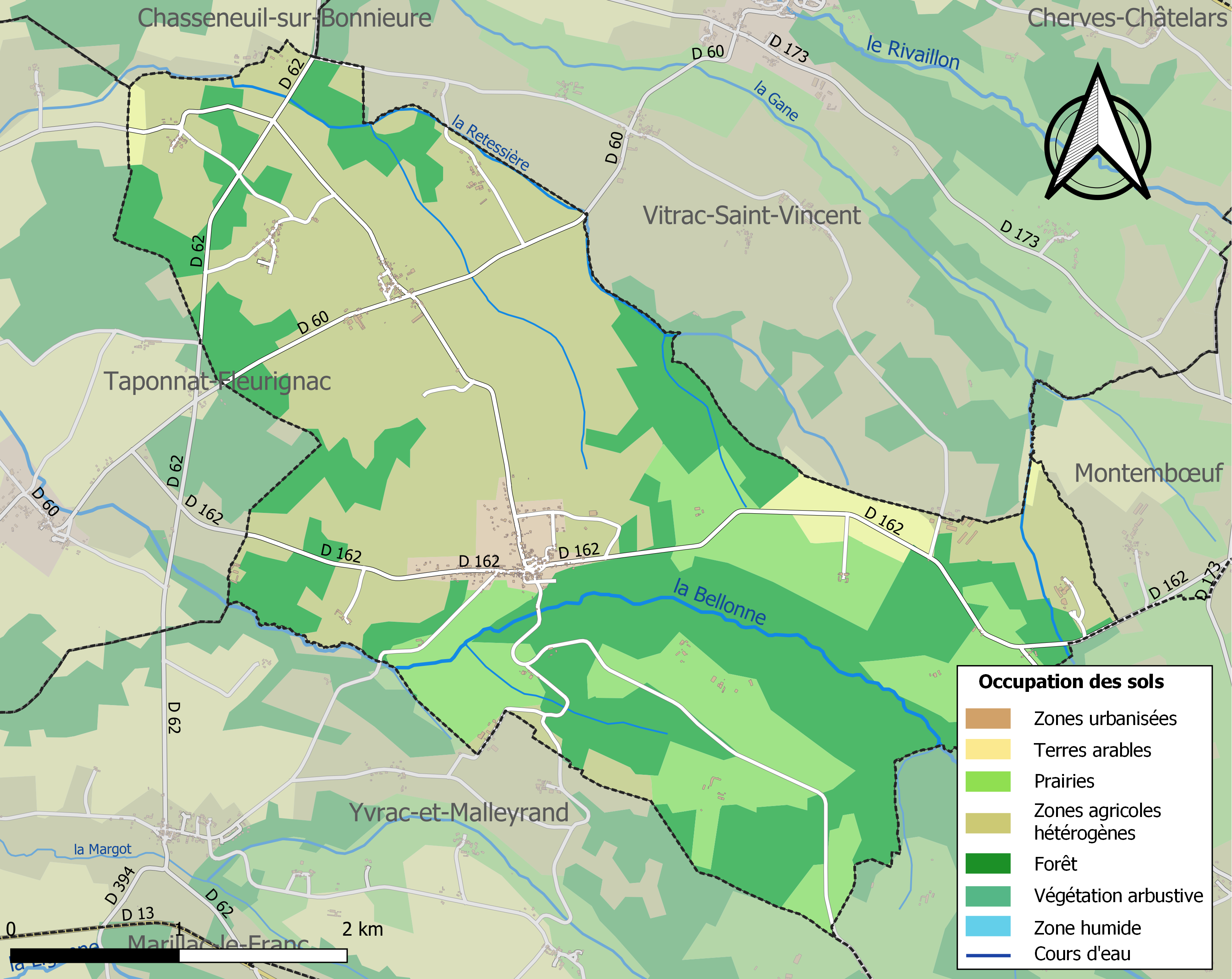
Carte des infrastructures et de l'occupation des sols de la commune en 2018 (CLC).

### Risques majeurs
Le territoire de la commune de Saint-Adjutory est vulnérable à différents aléas naturels : météorologiques (tempête, orage, neige, grand froid, canicule ou sécheresse) et séisme (sismicité faible). Il est également exposé à un risque technologique,  le transport de matières dangereuses. Un site publié par le BRGM permet d'évaluer simplement et rapidement les risques d'un bien localisé soit par son adresse soit par le numéro de sa parcelle.

#### Risques naturels

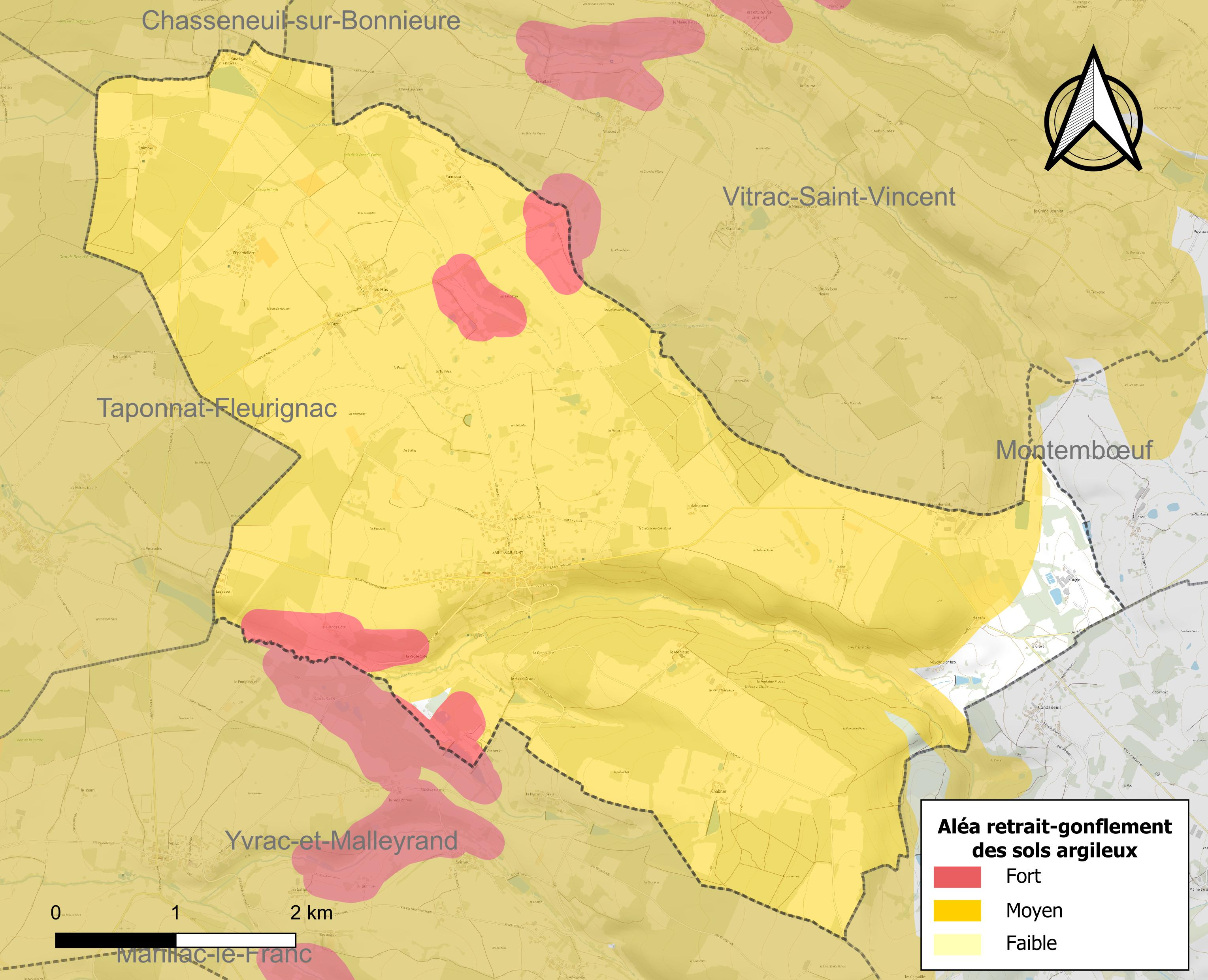
Carte des zones d'aléa retrait-gonflement des sols argileux de Saint-Adjutory.

Le retrait-gonflement des sols argileux est susceptible d'engendrer des dommages importants aux bâtiments en cas d’alternance de périodes de sécheresse et de pluie. 95,8 % de la superficie communale est en aléa moyen ou fort (67,4 % au niveau départemental et 48,5 % au niveau national). Sur les 260 bâtiments dénombrés sur la commune en 2019,  253 sont en aléa moyen ou fort, soit 97 %, à comparer aux 81 % au niveau départemental et 54 % au niveau national. Une cartographie de l'exposition du territoire national au retrait gonflement des sols argileux est disponible sur le site du BRGM,.
Par ailleurs, afin de mieux appréhender le risque d’affaissement de terrain, l'inventaire national des cavités souterraines permet de localiser celles situées sur la commune.
La commune a été reconnue en état de catastrophe naturelle au titre des dommages causés par les inondations et coulées de boue survenues en 1982, 1983, 1999 et 2009. Concernant les mouvements de terrains, la commune a été reconnue en état de catastrophe naturelle au titre des dommages causés par des mouvements de terrain en 1999.

#### Risques technologiques
Le risque de transport de matières dangereuses sur la commune est lié à sa traversée par une ou des infrastructures routières ou ferroviaires importantes ou la présence d'une canalisation de transport d'hydrocarbures. Un accident se produisant sur de telles infrastructures est susceptible d’avoir des effets graves sur les biens, les personnes ou l'environnement, selon la nature du matériau transporté. Des dispositions d’urbanisme peuvent être préconisées en conséquence.

## Toponymie
Le nom de la commune est attesté sous la forme ancienne latinisée Sancto Adjutorio en 1281.
Adjutory est la forme savante (le « y » final était jadis atone) ; les formes populaires sont : Ajoutre, Ajudou, Ustre (en Poitou). Adjutor (« celui qui aide ») serait le véritable nom de saint Maixent « qui aurait pris ce surnom après avoir quitté Agde, sa patrie, pour échapper aux recherches de sa famille ». Maixent, saint poitevin, est mort en 515,.

### Dialecte
La commune est dans la partie occitane de la Charente qui en occupe le tiers oriental, et le dialecte est limousin. 
Elle se nomme Sent Aitòre en occitan.

## Histoire
Les plus anciens registres paroissiaux remontent à 1648.
Au début du XXe siècle, d'importants gisement d'argiles situés près de la Vacherie alimentaient la tuilerie de Péruzet à Rivières. Dans la seconde moitié du siècle, l'argile y était acheminée grâce à une voie ferrée métrique particulière, depuis la carrière et Chante-Caille (commune voisine d'Yvrac-et-Malleyrand).

## Administration

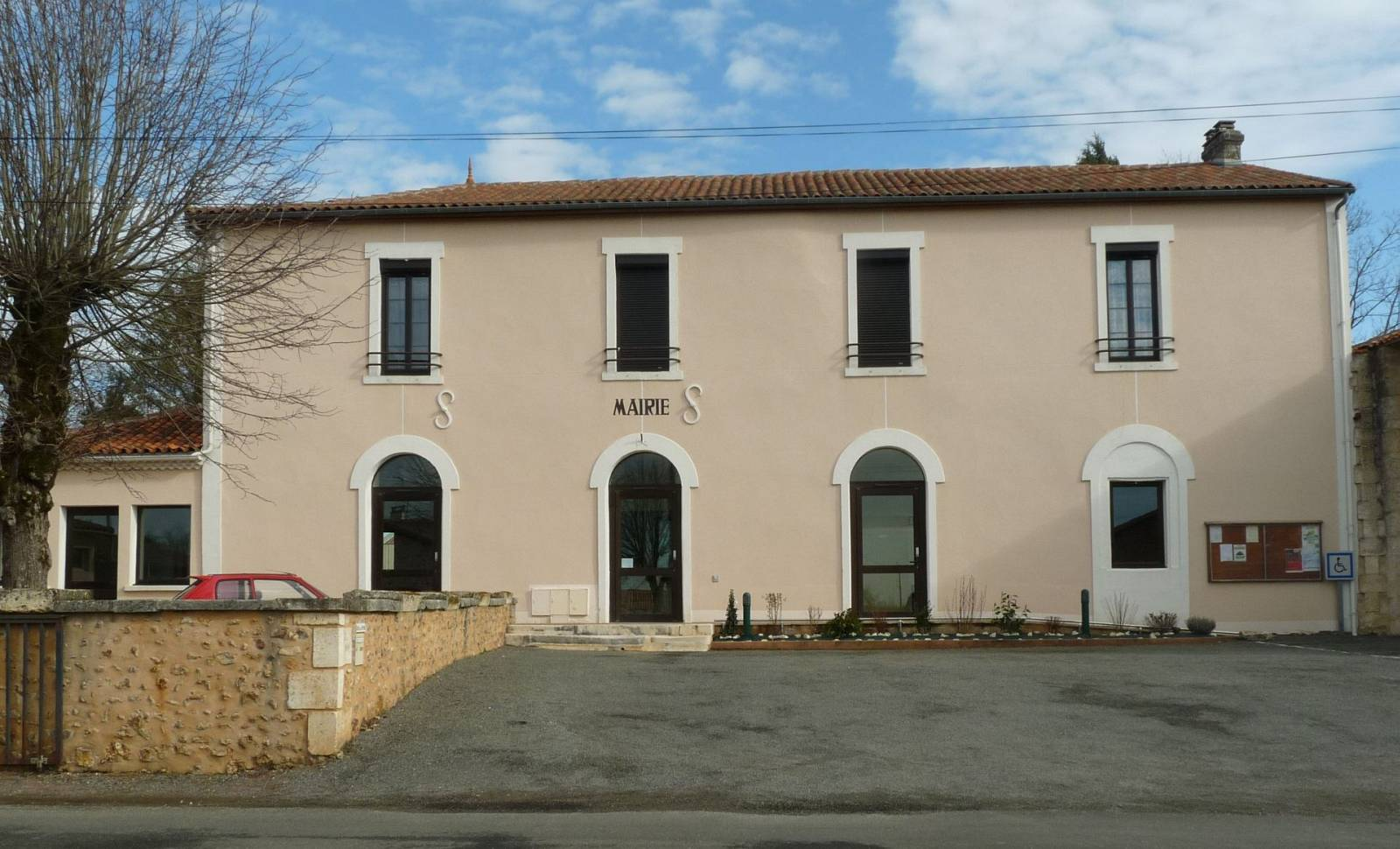
La mairie.

| Période                                  | Période  | Identité                                          | Étiquette | Qualité           |
| ---------------------------------------- | -------- | ------------------------------------------------- | --------- | ----------------- |
| Les données manquantes sont à compléter. |          |                                                   |           |                   |
| 2001                                     | 2014     | Pierre Chambon                                    | SE        | Chef d'entreprise |
| 2014                                     | En cours | Patrice Boutenègre Réélu pour le mandat 2020-2026 |           |                   |

## Démographie

### Évolution démographique
L'évolution du nombre d'habitants est connue à travers les recensements de la population effectués dans la commune depuis 1793. Pour les communes de moins de 10 000 habitants, une enquête de recensement portant sur toute la population est réalisée tous les cinq ans, les populations de référence des années intermédiaires étant quant à elles estimées par interpolation ou extrapolation. Pour la commune, le premier recensement exhaustif entrant dans le cadre du nouveau dispositif a été réalisé en 2004.

En 2022, la commune comptait 493 habitants, en évolution de +3,79 % par rapport à 2016 (Charente : −0,48 %, France hors Mayotte : +2,11 %).
| 1793 | 1800 | 1806 | 1821 | 1831 | 1841 | 1846 | 1851 | 1856 |
| ---- | ---- | ---- | ---- | ---- | ---- | ---- | ---- | ---- |
| 560  | 690  | 711  | 816  | 791  | 771  | 796  | 779  | 757  |

| 1861 | 1866 | 1872 | 1876 | 1881 | 1886 | 1891 | 1896 | 1901 |
| ---- | ---- | ---- | ---- | ---- | ---- | ---- | ---- | ---- |
| 744  | 762  | 648  | 682  | 726  | 695  | 693  | 650  | 637  |

| 1906 | 1911 | 1921 | 1926 | 1931 | 1936 | 1946 | 1954 | 1962 |
| ---- | ---- | ---- | ---- | ---- | ---- | ---- | ---- | ---- |
| 654  | 598  | 559  | 494  | 447  | 450  | 478  | 441  | 437  |

| 1968 | 1975 | 1982 | 1990 | 1999 | 2004 | 2006 | 2009 | 2014 |
| ---- | ---- | ---- | ---- | ---- | ---- | ---- | ---- | ---- |
| 418  | 388  | 361  | 334  | 349  | 314  | 317  | 381  | 460  |

| 2019 | 2022 | - | - | - | - | - | - | - |
| ---- | ---- | - | - | - | - | - | - | - |
| 492  | 493  | - | - | - | - | - | - | - |

### Pyramide des âges
La population de la commune est relativement jeune.
En 2018, le taux de personnes d'un âge inférieur à 30 ans s'élève à 31,7 %, soit au-dessus de la moyenne départementale (30,2 %). À l'inverse, le taux de personnes d'âge supérieur à 60 ans est de 27,7 % la même année, alors qu'il est de 32,3 % au niveau départemental.
En 2018, la commune comptait 243 hommes pour 243 femmes, soit un taux de 50 % de femmes, légèrement inférieur au taux départemental (51,59 %).
Les pyramides des âges de la commune et du département s'établissent comme suit.
| Hommes | Classe d’âge | Femmes |
| ------ | ------------ | ------ |
| 0,4    | 90 ou +      | 1,2    |
| 8,9    | 75-89 ans    | 11,0   |
| 17,1   | 60-74 ans    | 16,7   |
| 24,8   | 45-59 ans    | 19,5   |
| 17,5   | 30-44 ans    | 19,5   |
| 14,2   | 15-29 ans    | 11,4   |
| 17,1   | 0-14 ans     | 20,7   |

| Hommes | Classe d’âge | Femmes |
| ------ | ------------ | ------ |
| 1      | 90 ou +      | 2,7    |
| 9,2    | 75-89 ans    | 12     |
| 20,6   | 60-74 ans    | 21,3   |
| 20,7   | 45-59 ans    | 20,3   |
| 16,8   | 30-44 ans    | 16     |
| 15,6   | 15-29 ans    | 13,4   |
| 16,1   | 0-14 ans     | 14,3   |

## Lieux et monuments
- L'église paroissiale Saint-Maixent, en limite du bourg, surplombe le vallon de la Bellone. Sa cloche en bronze date de 1627 et porte l'inscription « +IHS MARIA. S.MAISSANT DE SESTORY 1627. CLAUDE DAUPHIN, ESCUYER, SIEUR DE LA KADOVE, PARIN. DAMOYSELLE SUSANNE BARDOUNEAU, FAME DE CHARLES JULIEN CHEVALIER SEIGNEUR DU MENYER ». Elle est classée monument historique au titre objet depuis 1944[34].

L'église Saint-Maixent
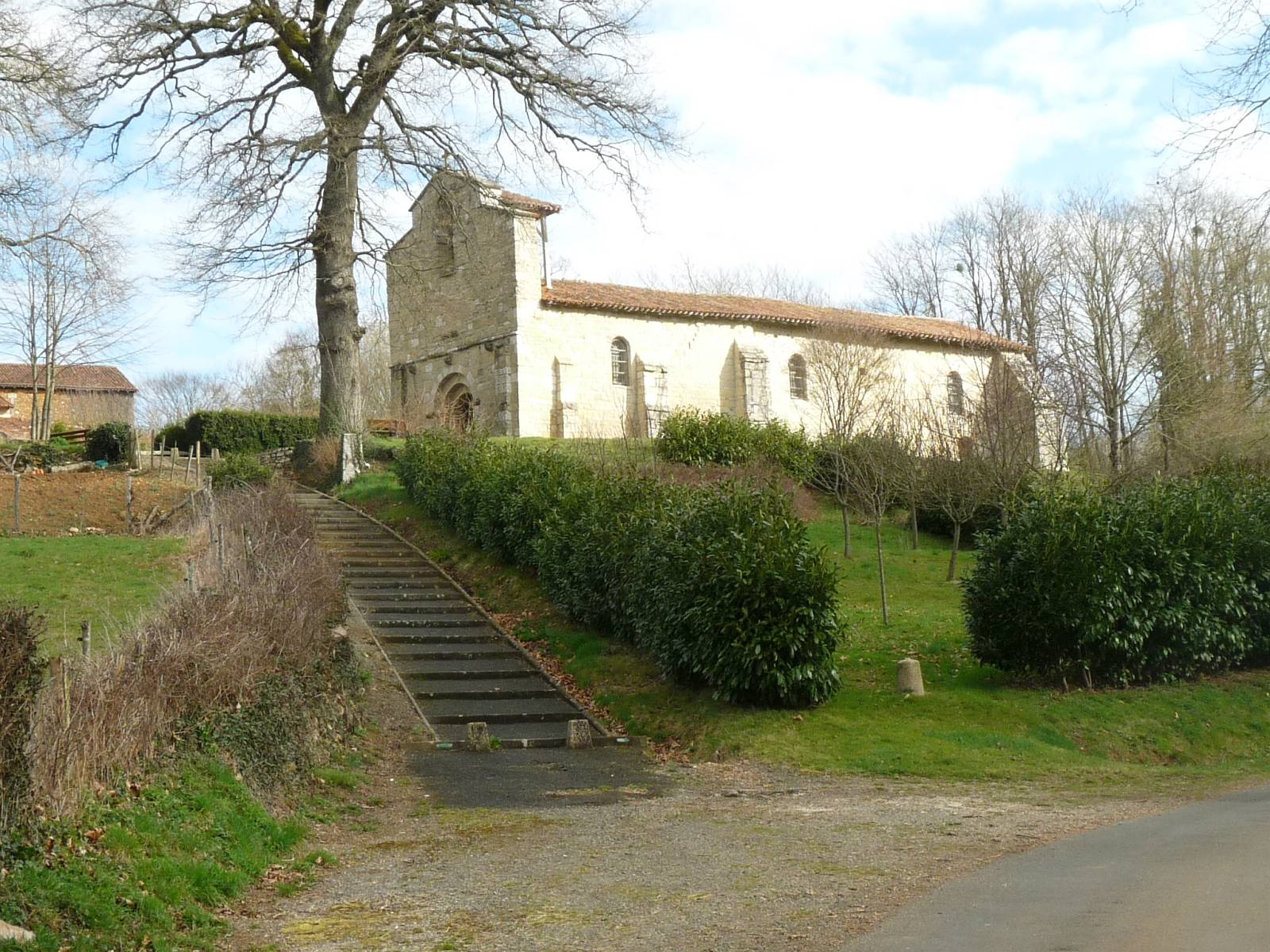
Vue depuis la Bellonne.
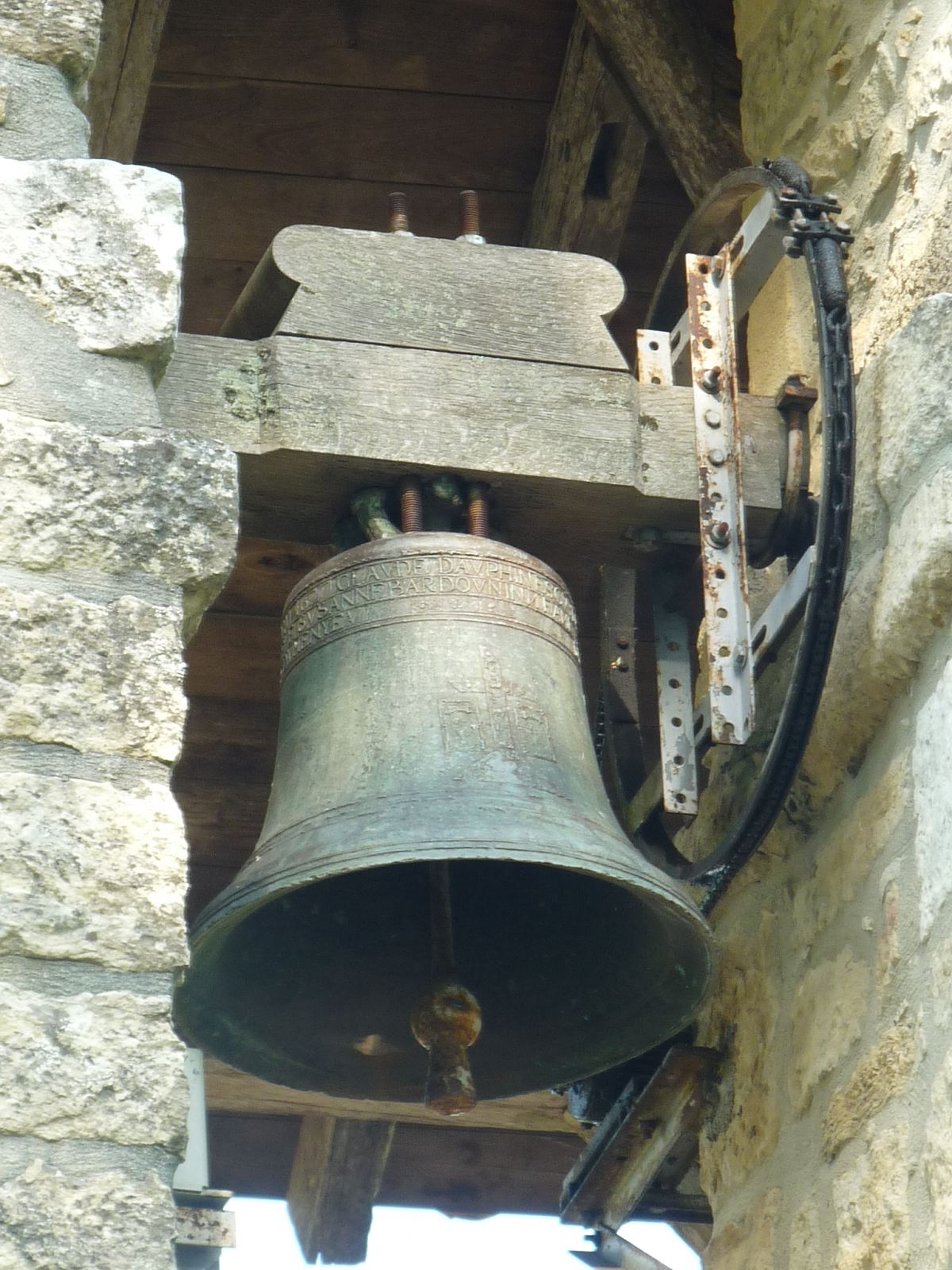
La cloche.

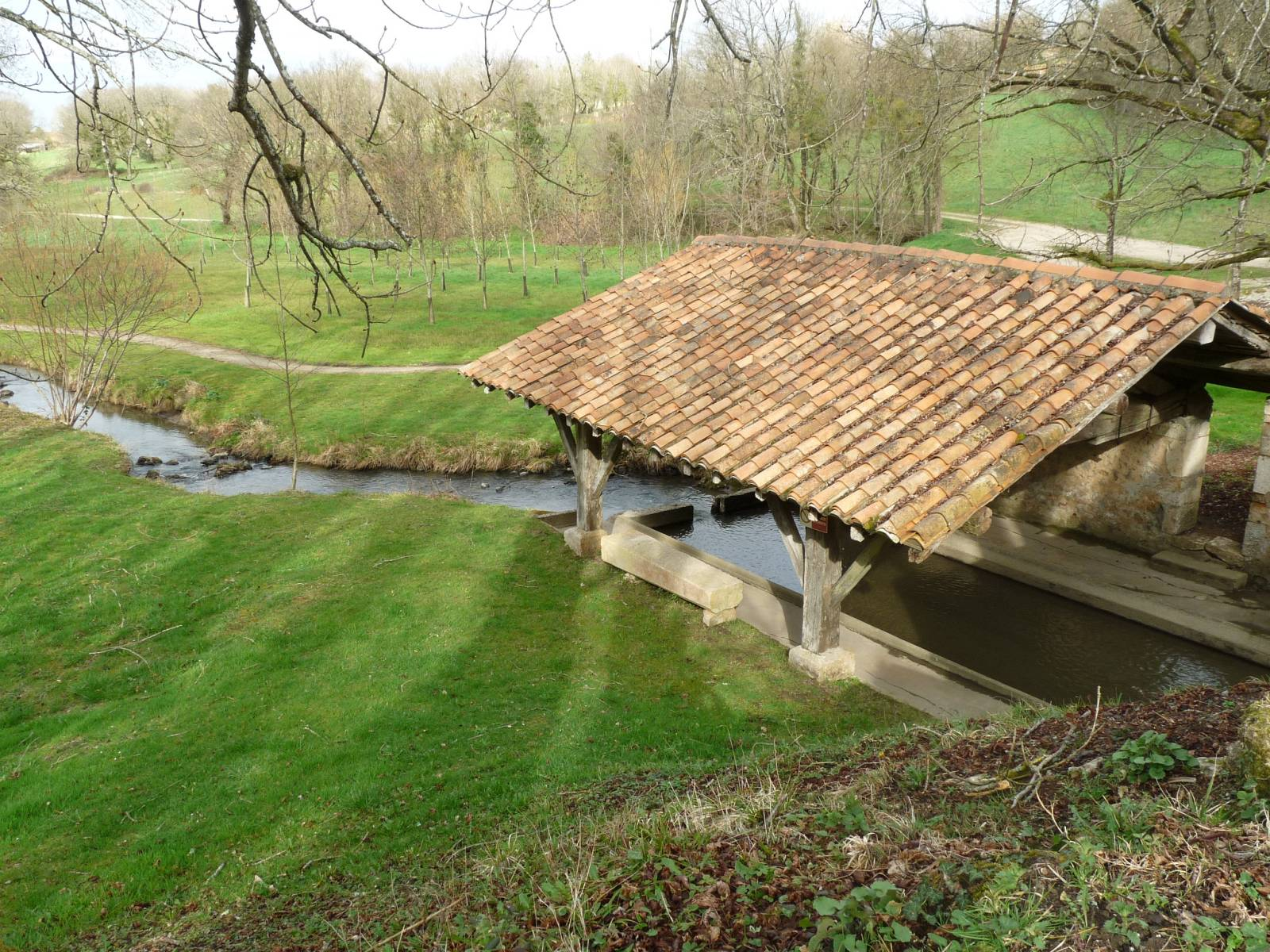
Le sentier de la Bellonne.

- Le sentier de la Bellonne, en contrebas de l'église, est un lieu de promenade agréable.